# Регионални етнографски проучвания на България
„Регионални етнографски проучвания на България“ е поредица сборници издавана от Етнографския институт към БАН.
Всеки сборник разглежда конкретен етнокултурен регион. Той включва студии, написани от различни автори, които представят многостранно народната култура на съответния край: традиционни поминъци, жилище, облекло, хранене, народен светоглед, народна медицина, обичайно право, календарни и семейни обичаи, игри и танци, говор. Отделните томове са илюстрирани със скици, чертежи, рисунки, цветни и черно-бели снимки. Изследвана е традиционната народна култура и бит в отделни етнокултурни области на България за периода от втората половина на XIX до средата на ХХ век.
От поредицата „Етнографски проучвания на България“ са отпечатани следните томове:
- Добруджа (1974)
- Пирински край (1980)
- Капанци (1985)
- Пловдивски край (1986)
- Кариоти (1989)
- Софийски край (1993)
- Родопи (1994)
- Странджа (1996)
- Ловешки край (1999)
- Сакар (2003)